# De Cossette
De Cossette is een oud-adellijk Frans geslacht.

## Geschiedenis
De familie De Cossette is afkomstig uit Amiens en heeft een bewezen stamreeks die teruggaat tot 1437. Adeldom werd bevestigd in 1668 en 1716.
Het geslacht werd ingeschreven bij de ANF onder nummer 1245. In 2007 leefden er nog drie mannelijke afstammelingen. Het hoofd van het geslacht, graaf de Cossette, woonde in 1992 in Pont-Rémy; Henry vicomte de Cossette (1978) trouwde in 2011 met de Nederlandse jkvr. Jacqueline Marie Patricia van Valkenburg, lid van de familie Van Valkenburg en dochter van de Française Catherine de Ferluc (1951), lid van de familie De Ferluc.